# یوکی ساتو (بازیکن سافتبال)

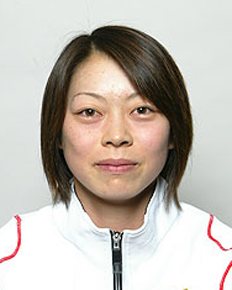

یوکی ساتو (انگلیسی: Yuki Sato؛ زادهٔ ۳ نوامبر ۱۹۸۰) بازیکن سافت‌بال اهل استان شیزوکا ژاپن است.
دارنده مدال برنز سافت بال المپیک 2004 آتن. پست او یک بازیکن داخلی است.